# Домпьер-сюр-Бебр (кантон)
Домпье́р-сюр-Бебр (фр. Dompierre-sur-Besbre) — кантон во Франции, находится в регионе Овернь, департамент Алье. Входит в состав округа Мулен.
Код INSEE кантона — 0307. Всего в кантон Домпьер-сюр-Бебр входит 9 коммун, из них главной коммуной является Домпьер-сюр-Бебр.

## Коммуны кантона
| Коммуна             | Население, чел. (1999) | Почтовый индекс | Код INSEE |
| ------------------- | ---------------------- | --------------- | --------- |
| Вома                | 564                    | 03220           | 03300     |
| Диу                 | 1 553                  | 03290           | 03100     |
| Домпьер-сюр-Бебр    | 3 477                  | 03290           | 03102     |
| Куланж              | 308                    | 03470           | 03086     |
| Молине              | 1 159                  | 03510           | 03173     |
| Монете-сюр-Луар     | 340                    | 03470           | 03177     |
| Пьерфит-сюр-Луар    | 534                    | 03470           | 03207     |
| Салиньи-сюр-Рудон   | 766                    | 03470           | 03265     |
| Сен-Пурсен-сюр-Бебр | 426                    | 03290           | 03253     |

## Население
Население кантона на 2006 год составляло 8 874 человека.
| 1962  | 1968   | 1975   | 1982   | 1990  | 1999  | 2006  | 2007 | 2008 |
| ----- | ------ | ------ | ------ | ----- | ----- | ----- | ---- | ---- |
| 9 701 | 10 651 | 10 633 | 10 289 | 9 834 | 9 127 | 8 874 | —    | —    |